# Himmelsthür
Himmelsthür is een plaats in het westen van de Duitse gemeente Hildesheim, deelstaat Nedersaksen en telt bijna 6.500 inwoners.
Himmelsthür grenst in het noorden aan de gemeente Giesen. De rivier de Innerste, een zijrivier van de Leine, vormt een deel van de oostgrens van Himmelsthür. Zuidelijk van Himmelsthür loopt de hier op een Autobahn gelijkende Bundesstraße 1.
Het noordoosten van het stadsdeel is een bedrijventerrein voor auto- en transportbedrijven, meubel- en doe-het-zelfzaken en soortgelijk midden- en kleinbedrijf. Verder bestaat Himmelsthür voornamelijk uit woonwijken.

## Geschiedenis
Himmelsthür is in of vóór de 11e eeuw ontstaan als een verzameling boerderijen, die toebehoorden aan de talrijke kloosters, later stichten, in en om de stad Hildesheim. In 1600 lagen hier 30 van dergelijke grote boerderijen. Het dorp maakte deel uit van het zgn. kleine sticht van het Prinsbisdom Hildesheim; ten gevolge hiervan bleef de bevolking overwegend rooms-katholiek, en de kerkgebouwen van vóór 1945 zijn dat ook. In de Dertigjarige Oorlog werd Himmelsthür zwaar geteisterd door oorlogsgeweld en besmettelijke ziekten.
In de Tweede Wereldoorlog bezat de Wehrmacht te Himmelsthür een groot magazijn voor voedsel voor haar militairen. Dit feit, in combinatie met de ligging van de plaats langs belangrijke spoorlijnen, was voor de geallieerden reden, om Himmelsthür regelmatig te bombarderen. Dergelijke luchtaanvallen in juli en augustus 1944 en in maart 1945 (2 x) kostten veel inwoners van Himmelsthür het leven. De meeste gebouwen in het dorp, ook de kerken, werden verwoest, maar na de oorlog heropgebouwd. Na de Tweede Wereldoorlog werden te Himmelsthür veel Heimatvertriebene uit de Pools geworden delen van het vooroorlogse Duitsland gehuisvest. Dezen waren overwegend evangelisch-luthers, waardoor het aantal protestanten het aantal rooms-katholieken in het dorp is gaan overtreffen.

## Bijzondere gebouwen, bezienswaardigheden, toerisme
- In Himmelsthür staat een van de belangrijkste kerkgebouwen in Duitsland van de Servisch-Orthodoxe Kerk. Deze Kerk van het Ontslapen van de Alheilige Moeder Gods of Maria-Hemelvaartkerk (Servisch: Црква Успења Пресвете Богородице) is tot 2015 een bisschopskerk geweest. De kerk is in 1904 gebouwd en was tot 1977 de kerk van een evangelisch-luthers gesticht voor dakloze vrouwen.
- Ten noorden en noordwesten van Himmelsthür liggen enige natuurgebieden, o.a. de Gieseder Berge.

## Afbeeldingen

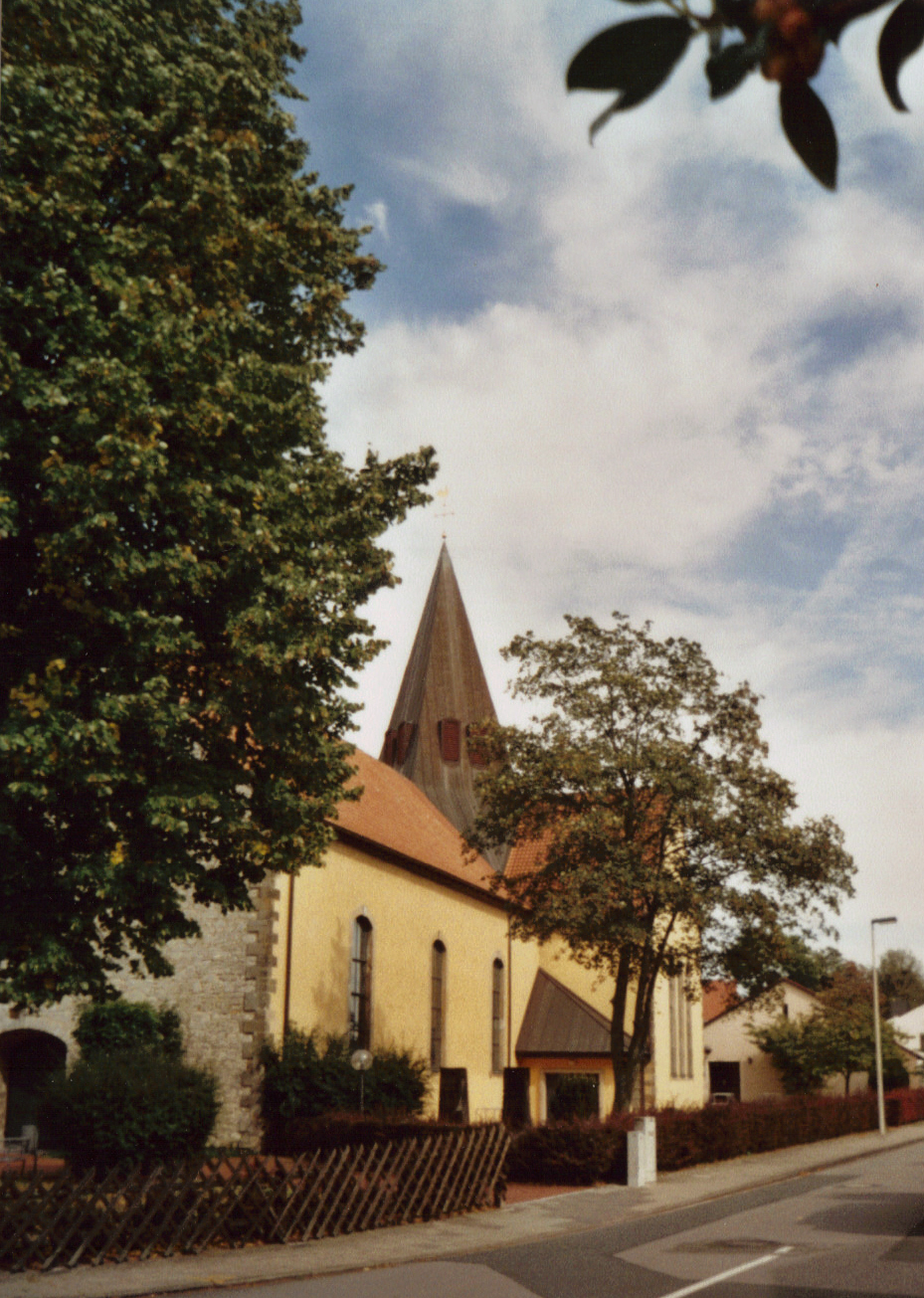
Sint-Martinuskerk, Himmelsthür (na verwoesting in WO II in 1948 herbouwd)
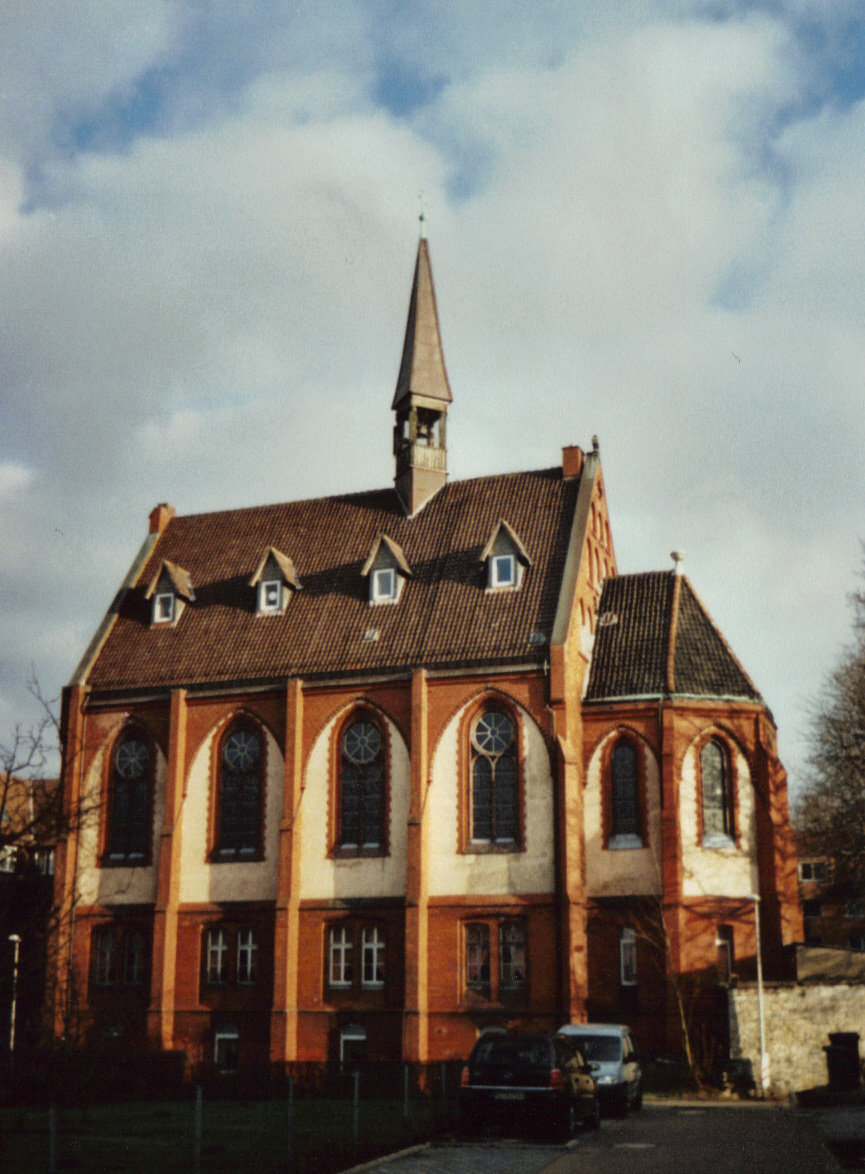
Servisch-orthodoxe kerk, exterieur
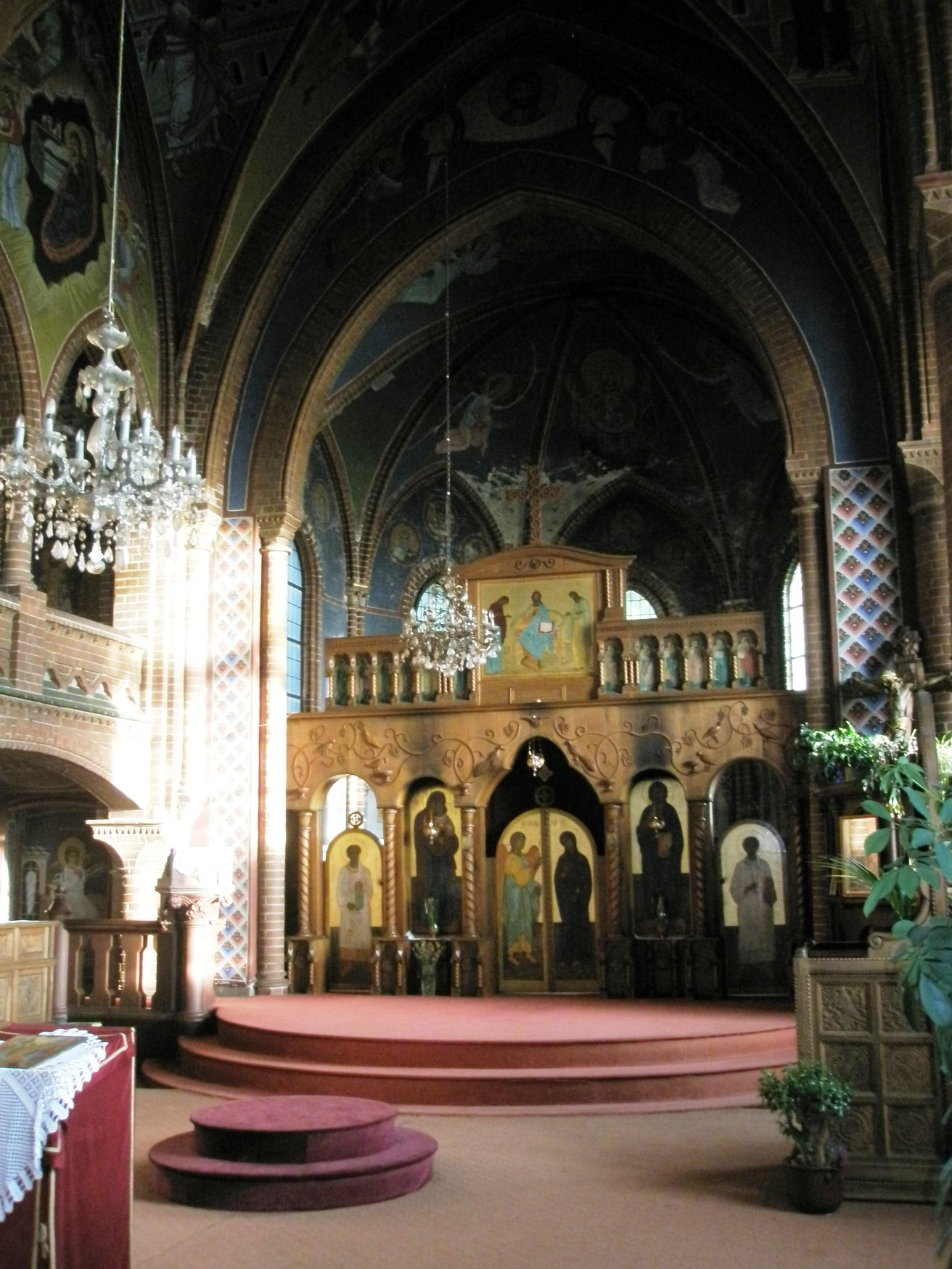
Interieur van deze kerk met iconostase
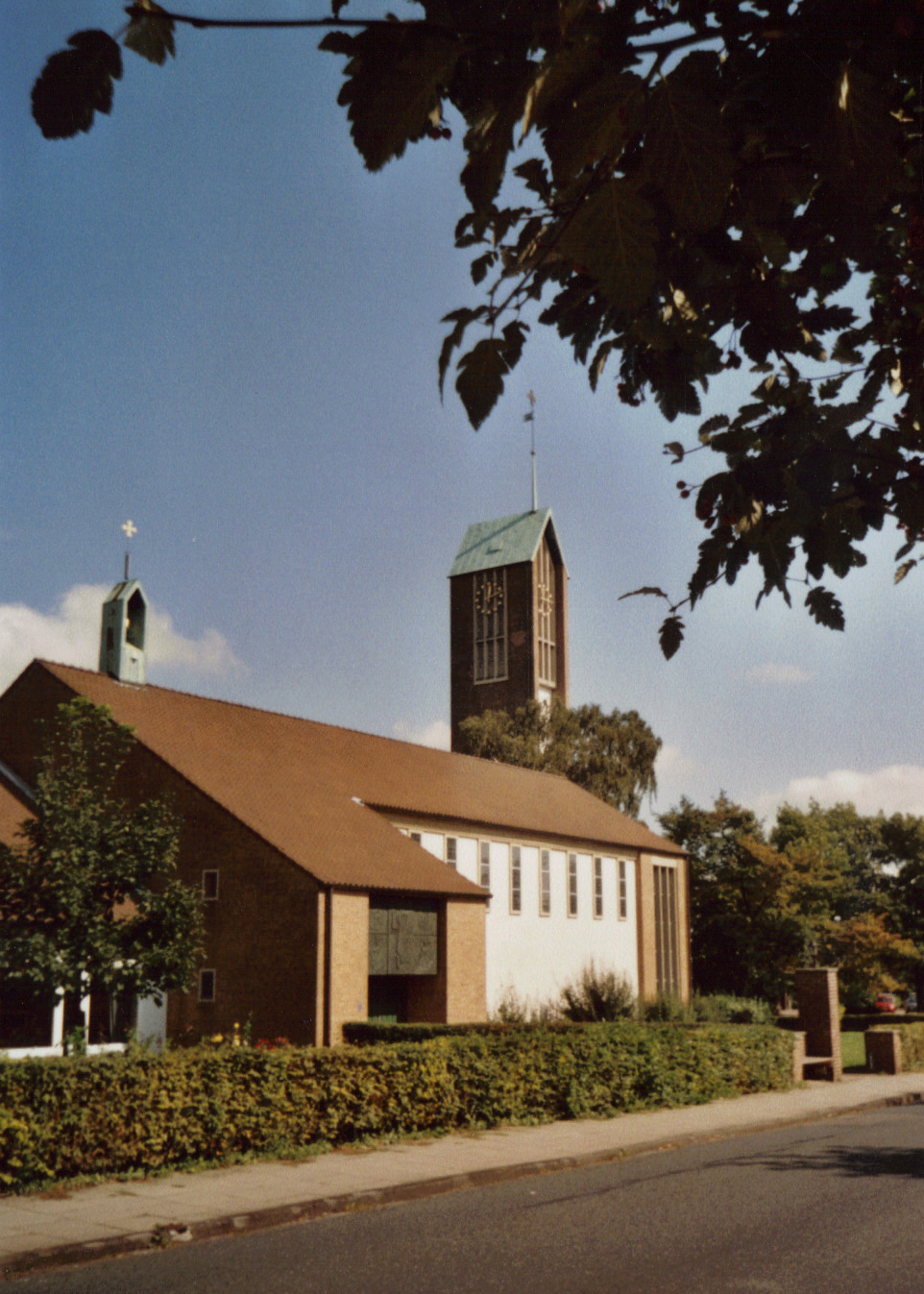
Pauluskerk
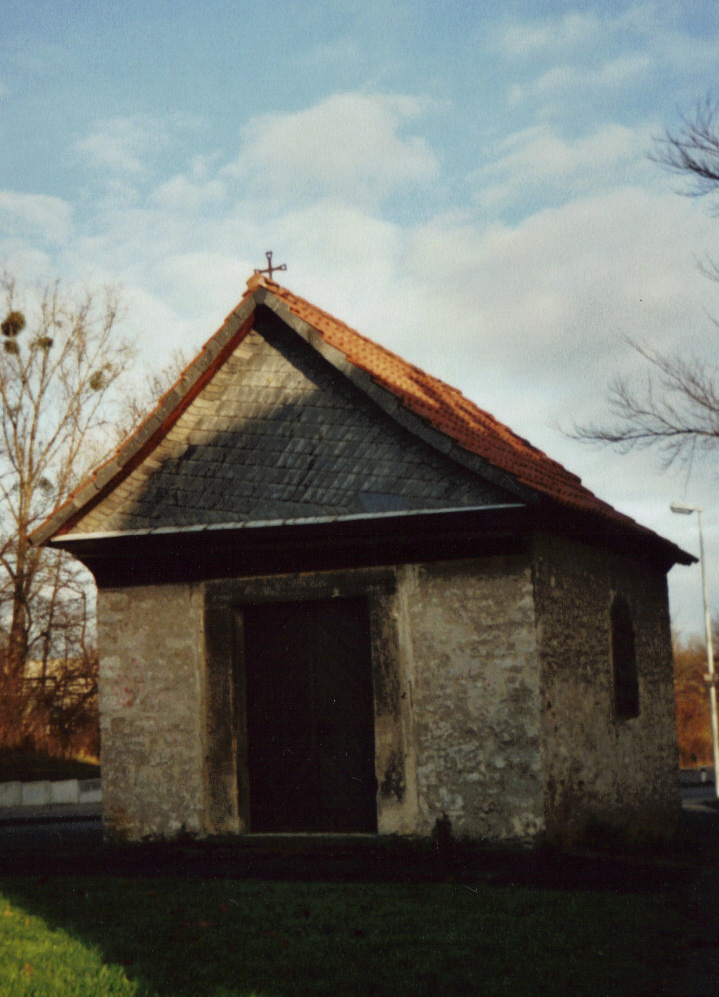
St.-Jozefkapel (1744)
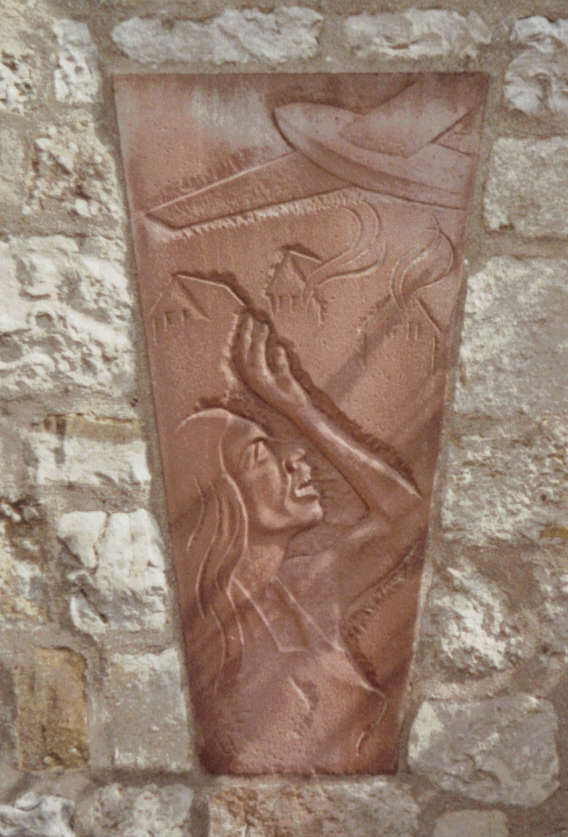
Gedenkteken bombardementen WO II
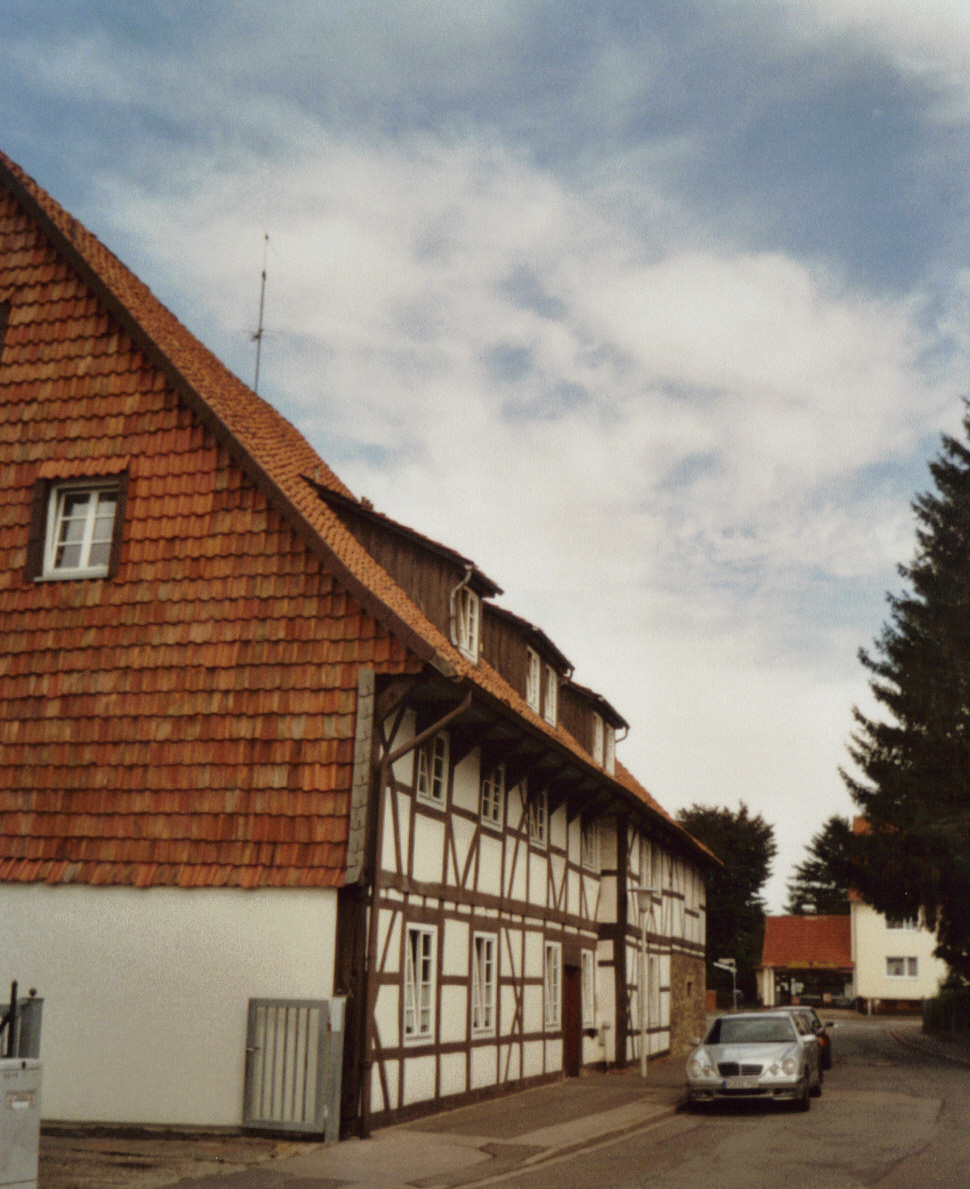
Himmelsthür, oude boerderij Blumenbergscher Hof

## Trivia
Himmelsthür is een van de negen aan Sinterklaas en Kerstmis gerelateerde plaatsen in Duitsland met een speciaal Weihnachtspostamt. Kinderen sturen daar vanaf eind november brieven met verlanglijstjes, vredeswensen en dergelijke heen, gericht aan Sankt Nikolaus (die in Duitsland geacht wordt, op zijn heiligendag, 6 december, de kerstwensen van de kinderen aan het Kindeke Jezus (das Christkind) of de kerstman door te sturen). In andere Weihnachtspostämter komen brieven aan, die rechtstreeks aan het Christkind of de kerstman gericht zijn. Het is gebruikelijk, dat de kinderen een briefje of kaartje van Sinterklaas, het kerstkind of de kerstman teruggestuurd krijgen. Vaak is zo'n kaartje van een speciaal stempel of een voor verzamelaars interessante postzegel voorzien.
- Gemeinsame Normdatei: 4330850-8